# Mausolée de Kwame Nkrumah
Le Mausolée de Kwame Nkrumah (en anglais : Kwame Nkrumah Mausoleum) et son parc commémoratif sont situés dans le sud de la ville d'Accra. Le monument est dédié à Kwame Nkrumah, premier président du Ghana et grand acteur de l'indépendance du pays, ancienne colonie britannique. Il est inauguré en 1992. 

## Historique

### Père de l'indépendance du Ghana
Kwame Nkrumah est considéré comme le père de l'indépendance du Ghana. En effet, à la suite d'élections législatives remportées par son parti, le Convention People's Party (CPP), il contraint le Royaume-Uni à concéder l'indépendance le 6 mars 1957. Il devient ensuite le premier ministre jusqu'en 1960, année durant laquelle le Ghana devient une république, et lui devient le premier président du Ghana. Son régime prend une tournure autoritaire, favorisant culte de la personnalité et instaurant le CPP comme parti unique. Il est démis de ses fonctions par un coup d'État le 24 février 1966. Il s'exile ensuite en Guinée et meurt le 27 avril 1972 des suites d'un cancer de l'estomac. Il est connu pour être un grand artisan du panafricanisme. 

### Postérité et construction du mausolée
L'image de Kwame Nkrumah fut dégradée volontairement par le Conseil national de libération, régime mis en place après sa destitution, qui dès 1966, interdisant les représentations à son effigie et provoquant ainsi l'abandon des monuments qui lui étaient dédiés à l'époque. Il fallut attendre le second coup d'État du 13 janvier 1972 pour que l'image du premier président du Ghana revienne en grâce. Sa dépouille rapatriée par le président Ignatius Kutu Acheampong. 
Sous la présidence de Jerry Rawlings, son image fut évoquée comme une figure anticolonialiste et panafricaniste, représentant le nationalisme ghanéen. Ce dernier décida ainsi en 1992 d'ériger un complexe commémoratif, comprenant un mausolée et un parc en l'honneur de Kwame Nkrumah, sur le site des terrains de polo coloniaux britanniques. 

## Description
Le complexe commémoratif comprend un parc, où se trouve une statue de l'ancien président ghanéen et un mausolée. L'ensemble du complexe s'étend sur une surface totale de 2,15 hectares. L'allée principale, menant au mausolée et à la statue, est entourée de deux bassins d'eau. Dans chacun des bassins trônent sept statuettes de joueurs de flûte accroupis, semblant accueillir les visiteurs,.
Le mausolée est une représentation d'épées tournées à l'envers, symbolisant la paix ou encore comme un arbre déraciné, symbole des efforts inachevés de Kwame Nkrumah pour unir l'Afrique. 
À l'intérieur du mausolée, il est possible de voir la tombe de l'ancien dirigeant, mais également des photos de ce dernier avec d'autres dirigeants du monde entier comme le président américain John F. Kennedy ou encore le pape Pie XII. 

## Galerie

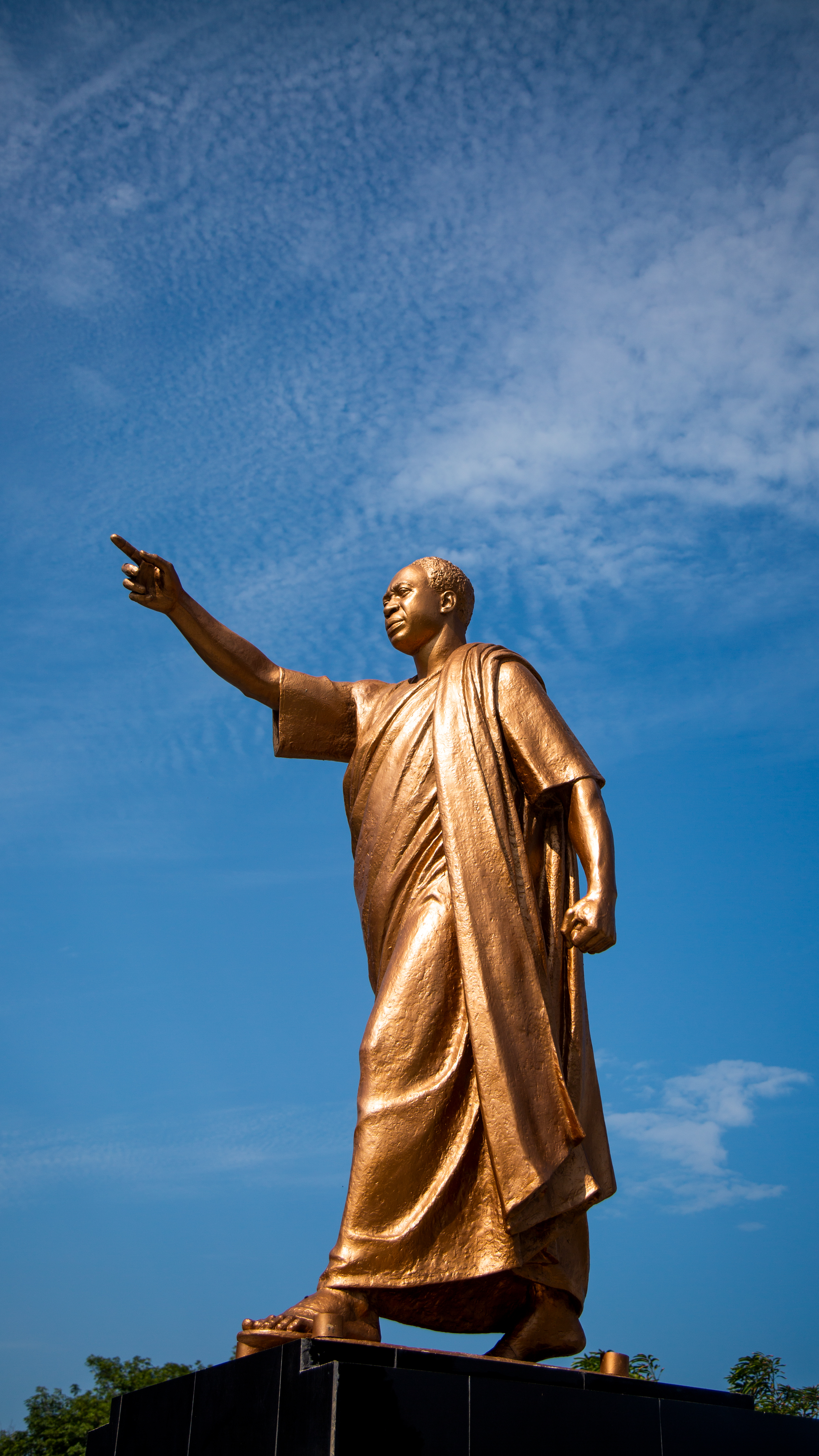
Statue de Kwame Nkrumah devant le mausolée.
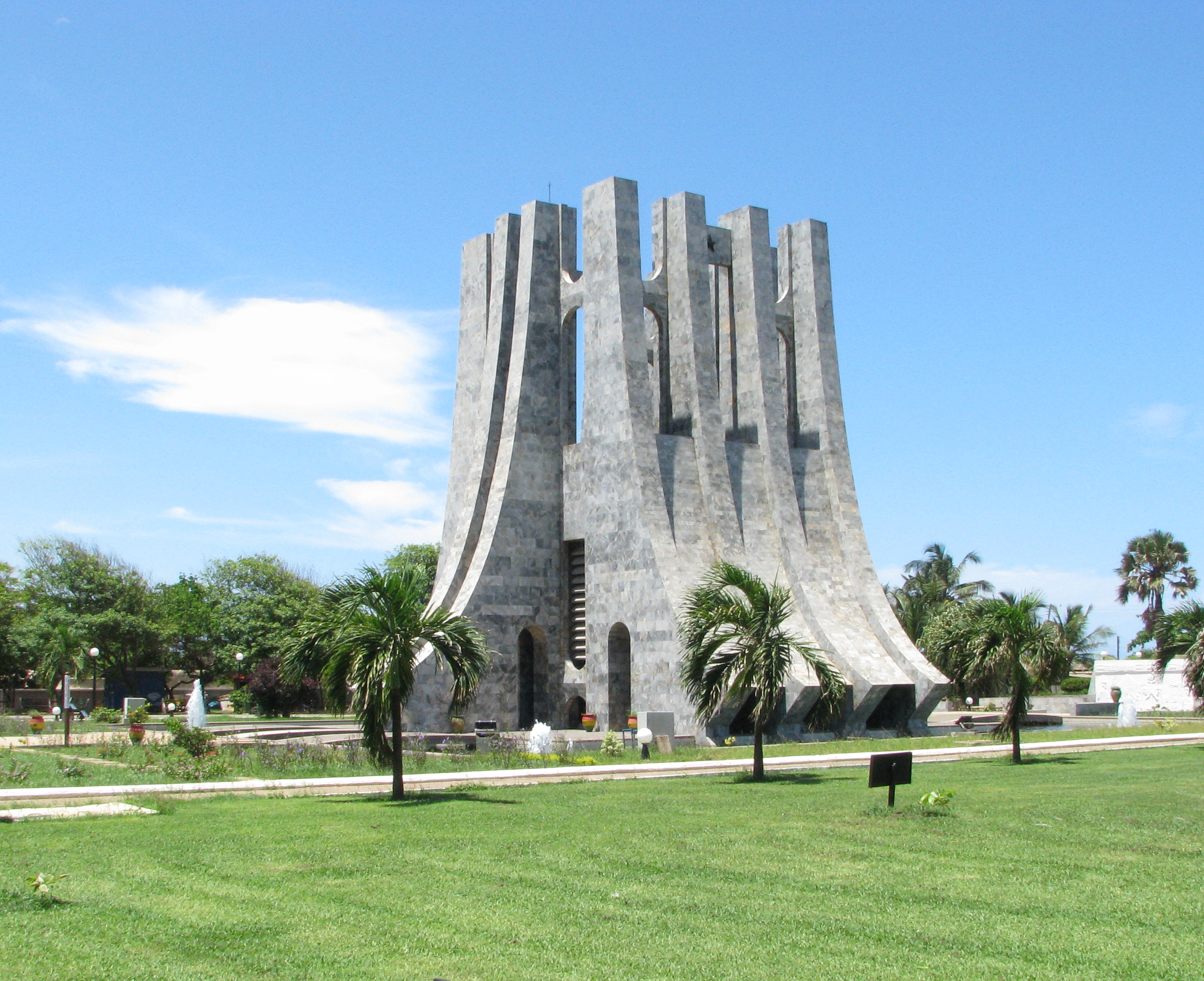
Vue latérale du mausolée.
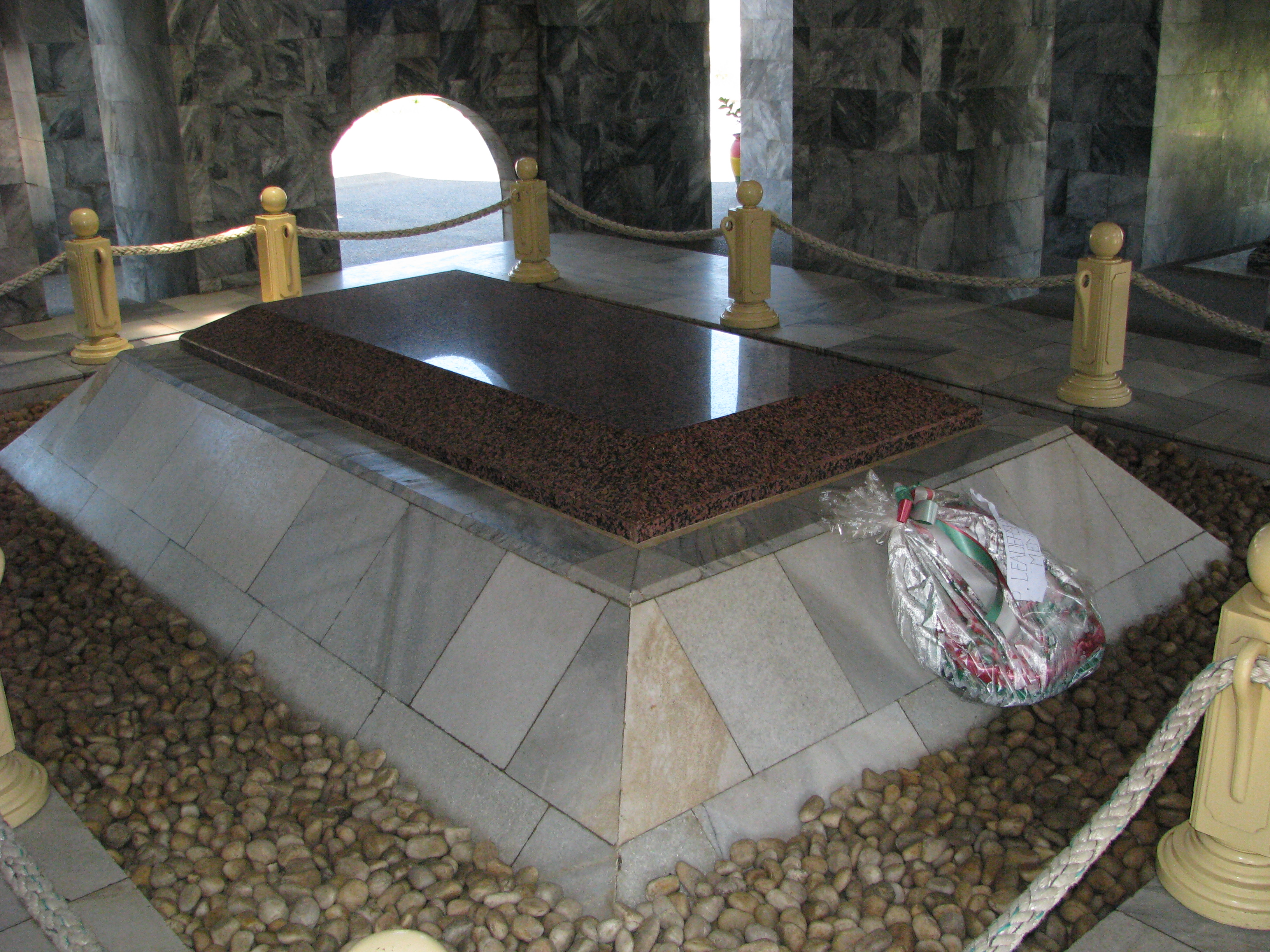
Tombe de Kwame Nkrumah à l'intérieur du monument.